# Loom (Imagine Dragons)
Loom is het zesde studioalbum van de Amerikaanse band Imagine Dragons. Het album verscheen op 28 juni 2024. Het album is het kortste album van de band en is het eerste album van slechts drie bandleden, sinds de pauze van drummer Daniel Platzman. 

## Achtergrond
Na het uitbrengen van Mercury – Acts 1 & 2 duurde het een tijd voordat er weer wat vernomen werd van de mannen van Imagine Dragons. In maart 2023 kondigde de drummer van de band, Daniel Platzman, aan tijdelijk te stoppen met de band. Ongeveer een jaar later, werd het nieuwe album geteaset door middel van een zandklok op de socials van Imagine Dragons. Op verschillende dagen daarna werd duidelijk dat het album Loom zou heten en dat het nummer Eyes Closed uitgebracht zou worden als eerste single.  Het nummer dat dubstep bevat, werd wisselend ontvangen. In de Top 40 bereikte het slechts de 36de plek. Het nummer gaat over nostalgie en de dingen die veranderd zijn in de tijd van Imagine Dragons. Op 24 mei werd de tweede single van het album uitgebracht, Nice to Meet You. Het nummer gaat over daten en het gevoel hebben dat je ook goed bevriend moet raken met de vrienden van je date. Het nummer haalde de Top 40 niet. Ten slotte kreeg Wake Up op 2 juli een muziekvideo. Volgens Reynolds, de zanger van de band, gaat het album over het begin of het einde van iets en dat het meerdere verschillende dingen tegelijk kunnen zijn.

## Tracklist
| Nr. | Titel                | Opmerking | Duur |
| --- | -------------------- | --------- | ---- |
| 1.  | Wake Up              |           | 2:46 |
| 2.  | Nice to Meet You     |           | 3:10 |
| 3.  | Eyes Closed          |           | 3:20 |
| 4.  | Take Me to The Beach |           | 2:47 |
| 5.  | In Your Corner       |           | 3:59 |
| 6.  | Gods Don't Pray      |           | 2:49 |
| 7.  | Don't Forget Me      |           | 2:58 |
| 8.  | Kid                  |           | 2:39 |
| 9.  | Fire in These Hills  |           | 3:39 |

Naast de normale versie, is er ook nog een deluxe edite met twee bonus tracks.
| Nr. | Titel                      | Opmerking | Duur |
| --- | -------------------------- | --------- | ---- |
| 10. | Eyes Closed (met J Balvin) |           | 3:20 |
| 11. | Children of the Sky        |           | 3:27 |

## Ontvangst
Het album werd niet echt een succes en werd erg wisselend ontvangen. Zo was het het eerste album die niet in de top 10 van de Billboard 200 verscheen. Ook heeft het album geen nummer die in de top 10 van deze top te vinden was. In de Album top 100 bereikte het nummer wel de derde plek en stond het drie weken in.